# Puig Rodó
Puig Rodó är en bergstopp i Spanien.   Den ligger i provinsen Província de Barcelona och regionen Katalonien, i den östra delen av landet, 500 km öster om huvudstaden Madrid. Toppen på Puig Rodó är 1 055 meter över havet, eller 163 meter över den omgivande terrängen. Bredden vid basen är 2,5 km.
Terrängen runt Puig Rodó är huvudsakligen lite kuperad. Runt Puig Rodó är det ganska tätbefolkat, med 60 invånare per kvadratkilometer. Närmaste större samhälle är Vic, 13,4 km nordost om Puig Rodó. 